# Atollo Alif Alif
L'atollo Alif Alif è un atollo amministrativo delle Maldive. Rappresenta la metà settentrionale dell'Atollo di Ari. La metà meridionale è occupata dall'Atollo Alif Dhaal.

## Isole abitate
Bodufulhadhoo Feridhoo Himandhoo Maalhos Mathiveri Rasdhoo Thoddoo Ukulhas.

## Isole disabitate
Alikoirah Bathaala Beyrumadivaru Dhin-nolhufinolhu Ellaidhoo Etheramadivaru Fesdhoo Fusfinolhu Fushi Gaagandu Gaathufushi Gangehi Halaveli Kandholhudhoo Kudafolhudhoo Kuramathi Maagaa Maayyafushi Madivarufinolhu Madoogali Mathivereefinolhu Meerufenfushi Mushimasgali Rasdhoo madivaru Velidhoo Veligandu Vihamaafaru.
Isole turistiche, aeroporti e isole industriali sono considerate disabitate.